# Втрати 47-ї танкової дивізії (РФ)
У статті наведено подробиці втрат 47-ї танкової дивізії (у 2009—2021 роках — 6-та окрема танкова бригада) Збройних сил РФ у різних військових конфліктах.

## Війна на Донбасі
| п/п | Прізвище, ім'я, по-батькові                                            | Звання             | Дата народження | Дата смерті |
| --- | ---------------------------------------------------------------------- | ------------------ | --------------- | ----------- |
| 1.  | Якімкін Павло Борисович (рос. Якимкин Павел Борисович)                 | майор              | 16.04.1982      | 14.08.2014  |
| 2.  | Бараков Владислав Олександрович (рос. Бараков Владислав Александрович) | молодший лейтенант | 06.01.1993      | 24.08.2014  |
| 3.  | Русаков Сергій Костянтинович (рос. Русаков Сергей Константинович)      | рядовий            | 07.10.1993      | 24.08.2014  |
| 4.  | Мірошин Андрій Генадійович (рос. Мирошин Андрей Геннадиевич)           | рядовий            | 09.02.1994      | 24.08.2014  |
| 5.  | Сунгатуллін Мунир Мансурович (рос. Сунгатуллин Мунир Мансурович)       | старший лейтенант  |                 | 09.02.2015  |
| 6   | Михайлов Віктор Валерійович (рос. Михайлов Виктор Валерьевич)          | старший лейтенант  |                 | 09.02.2015  |

## Російське вторгнення в Україну
| п/п | Прізвище, ім'я, по-батькові                                              | Звання            | Дата народження | Дата смерті | Місце смерті |
| --- | ------------------------------------------------------------------------ | ----------------- | --------------- | ----------- | ------------ |
| 1.  | Нікітін Микола Ігорович (рос. Никитин Николай Игоревич)                  | старший лейтенант | 09.05.1993      | 25.02.2022  |              |
| 2.  | Кондратьєв Володимир Вікторович (рос. Кондратьев Владимир Викторович)    | рядовий           | 24.01.1988      | 26.02.2022  |              |
| 3.  | Одинаєв Парвіз Сафарович (рос. Одинаев Парвиз Сафарович)                 | сержант           |                 | 26.02.2022  |              |
| 4.  | Огурцов Павло Анатолійович (рос. Огурцов Павел Анатольевич)              | молодший сержант  | 23.02.2001      | 27.02.2022  |              |
| 5.  | Попов Олександр Євгенович (рос. Попов Александр Евгеньевич)              | рядовий           | 15.06.2003      | 27.02.2022  |              |
| 6.  | Юдін Денис Миколайович (рос. Юдин Денис Николаевич)                      | рядовий           | 12.10.2002      | 01.03.2022  |              |
| 7.  | Тарханов Олександр Олександрович (рос. Тарханов Александр Александрович) | рядовой           | 20.12.2000      | 02.03.2022  |              |
| 8.  | Гавриков Ярослав Володимирович (рос. Гавриков Ярослав Владимирович)      | старший сержант   | 04.08.1994      | 07.03.2022  |              |
| 9.  | Хлєбко Максим Олександрович (рос. Хлебко Максим Александрович)           | майор             | 16.04.1988      | 07.03.2022  |              |
| 10. | Барикін Олександр Олександрович (рос. Барыкин Александр Константинович)  | сержант           | 06.01.1997      | 07.03.2022  |              |
| 11. | Блінніков Денис Сергійович (рос. Блинников Денис Сергеевич)              | лейтенант         | 19.02.1999      | 23.03.2022  | Ізюм         |
| 12. | Ялашкін Євген Сергійович (рос. Ялашкин Евгений Сергеевич)                | прапорщик         | 24.10.1988      | 23.03.2022  |              |
| 13. | Чихачов Іван Олексійович (рос. Чихачев Иван Алексеевич)                  | рядовий           | 22.08.1999      | 28.06.2022  |              |
| 14. | Карєєв Олександр Сергійович (рос. Кареев Александр Сергеевич)            | капітан           |                 | 25.09.2022  |              |
| 15. | Мухаметзяров Максим Геннадійович (рос. Мухаметзяров Максим Геннадьевич)  |                   | 16.12.1983      | 11.10.2022  |              |
| 16. | Долгов Роман Сергійович (рос. Долгов Роман Сергеевич)                    |                   | 11.05.1999      | 01.08.2023  |              |